# Hirose Electric Group
Hirose Electric Co., Ltd. (ヒロセ電機株式会社, Hirose Denki kabushiki-gaisha) (ヒロセ電機株式会社, Hirose Denki kabushiki-gaisha?) é uma empresa japonesa especializada na fabricação de elétrica de conectores. A empresa foi fundada em 1937 como Hirose Manufacturing, mudou seu nome para Hirose Electric em agosto de 1963 e começou a vender internacionalmente, em 1968.
Hirose também fabrica circuitos impressos flexíveis para smartphones e recebe cerca de 70 por cento da receita de fora do Japão. Atualmente negocia na bolsa de Tóquio.

## Conectores
- Hirose 3560-16S conector RS-232
- Hirose TM21 plugue modular